# Ka'apor
I Ka'apor  sono un gruppo etnico del Brasile con una popolazione stimata in 991 individui nel 2006 (Funasa).

## Lingua
Parlano la lingua kaapor (codice ISO 639-3 urb) che appartiene alle lingue tupi-guaraní, e il portoghese. Il termine ka'apor  sembra essere derivato da Ka'a-pypor che significa "impronte nella foresta".

## Insediamenti
Vivono negli stati brasiliani del Maranhão e del Pará, in un'area compresa tra il fiume Gurupi e i fiumi Turiaçu e Igarapé.

## Storia
Sono originari dell'area tra il fiume Tocantins e il fiume Xingu dove vivevano nel XVIII secolo. Probabilmente a causa delle invasioni dei coloni e di scontri con altri gruppi indigeni, migrarono nel XIX secolo nel Maranhão attraverso il fiume Gurupi.